# Corpo di polizia locale di Parma
Il Corpo di Polizia Locale di Parma è il servizio di polizia municipale del Comune di Parma, istituito nel 1821 dall'allora duchessa di Parma e Piacenza Maria Luisa d'Asburgo-Lorena.

## Storia

### L'istituzione con Maria Luigia e l'entrata in servizio
[...]

ABBIAMO RISOLUTO:

1. La Polizia Generale Amministrativa sarò esercitata dagli Agenti a ciò chiamati, affatto separatamente dalla Polizia Comunale.

2. A ciascuno dei due Commissarj di Polizia di Parma e Piacenza sarà addetto un Commissario Subalterno, ed un numero di guardie da fissarsi dal Direttore Generale di Polizia.»
(Maria Luisa d'Asburgo-Lorena, Risoluzione Sovrana riguardante alla Polizia Generale dei Ducati di Parma Piacenza e Guastalla)
L'attuale Corpo di Polizia Locale di Parma venne istituito il 16 giugno 1821 dalla duchessa di Parma e Piacenza Maria Luisa d'Asburgo-Lorena, con la "Risoluzione Sovrana riguardante alla Polizia Generale dei Ducati di Parma Piacenza e Guastalla", con il nome di Corpo delle Guardie di Polizia Comunale, separato dalla Polizia Generale Amministrativa e sotto la direzione dei rispettivi podestà dei Comuni di Parma e Piacenza. I neonati corpi presero tuttavia servizio vero e proprio nel 1832; il primo Capo delle Guardie di Polizia Comunale di Parma fu Giuseppe Borlenghi.
Sempre nel 1832, con la Sovrana Risoluzione del 20 settembre, si decretò che le guardie disposte al servizio di polizia fossero ancora divise in "Guardie della Polizia Comunitativa" e in "Guardie di Polizia Generale dello Stato"; le prime sarebbero rimaste rispettivamente in seno ai Comuni di Parma e Piacenza, sotto gli ordini esclusivi dei relativi podestà, i quali avrebbero dovuto ora provvederne anche alle spese di mantenimento, mentre le seconde sarebbero rimaste alle dipendente dirette del Direttore Generale della Polizia del governo centrale del Ducato. Veniva così creata per la prima volta nel territorio dello stato una dicotomia non dissimile a quella attualmente consolidata nella divisione dei due livelli dei rispettivi corpi di polizia, l'uno alle dipendenze del Comune, mentre l'altro alle dipendenze dello Stato.

### L'ascesa di Carlo III di Parma e la militarizzazione
Durante la prima guerra d'indipendenza, il Duca Carlo II di Parma abbandonò lo stato a fronte delle sommosse popolari, permettendo la costituzione di un esecutivo provvisorio, che si schierò con gli indipendentisti italiani. A seguito dello sfortunato epilogo dell'evento bellico, venne restaurata la sovranità nel Ducato della famiglia Borbone-Parma, con l'ascesa al trono di Carlo III di Parma il 18 maggio 1849.
Con il nuovo sovrano il corpo delle Guardie della Polizia Comunitativa di Parma vide una parziale riforma militare, adottando una statuto e una divisa militare, permettendone l'accesso ai soli ex militari e modificandone la gerarchia (ponendone all'apice un Commissario Superiore, seguito poi da dei sergenti, dei caporali e, in fine, dei comuni). Il sovrano impose anche un nuovo armamento dei poliziotti, dotandoli di una sciabola, una carabina e di un bastone. Fu infine riformata la modalità di espletamento del servizio, creando sostanzialmente una permanenza delle funzioni di polizia onde evitare di creare lacune nel servizio di vigilanza della città, e prevedendo due appelli: uno per il servizio diurno, ed uno per il servizio notturno.

### La caduta del Ducato e l'ingresso nel Regno di Sardegna
In seguito al regicidio di Carlo III di Parma da parte del sellaio parmigiano Antonio Carra, il trono passò de iure a suo figlio Roberto I e de facto a sua moglie Luisa Maria. A seguito delle crescenti sommosse popolari per l'adesione del Ducato al Regno Sabaudo, il 9 giugno 1859 la duchessa reggente Luisa Maria e il figlio Roberto I furono costretti ad abbandonare la città. Il 15 settembre dello stesso anno venne dichiarata decaduta la dinastia borbonica, e il 30 novembre Parma entrò a far parte delle Regie province dell'Emilia, rette dal dittatore Carlo Farini.
Come risultato del cambio di regime, i poliziotti del Corpo delle Guardie di Polizia Comunitativa di Parma, su previsione del decreto del Dittatore Farini del 22 settembre 1859, dovettero giurare fedeltà a Vittorio Emanuele II e al Regno di Sardegna; nel medesimo periodo il corpo vide un aumento dei propri effettivi, su decisione del nuovo consiglio comunale della città, che portò il numero dei poliziotti a 25. Anche la divisa subì dei cambiamenti, prevedendo l'introduzione di un mantello e di una coccarda tricolore.

### Trasposizione nel Regno d'Italia e il nuovo regolamento
Il 23 gennaio del 1865 fu approvato il primo regolamento, che cambiò il nome del corpo delle Guardie Comunitative in corpo delle Guardie Municipali. Nel 1875 il regolamento fu riformato prevedendo, tra le altre modificazioni, l'introduzione della delega ad un assessore, la figura del Vice Commissario e la previsione di una struttura amministrativa a sostegno del servizio. Il nuovo regolamento prevedeva inoltre il mantenimento del quartier generale presso il palazzo Municipale e l'obbligo dell'acquartieramento delle guardie presso il palazzetto di San Rocco, con mensa comune e il celibato. Dette misure vennero poi abrogate dal consiglio comunale nel gennaio del 1890.
Nel 1903, con una modificazione del regolamento, alcuni poliziotti furono nominati guardie-pompieri, avendo una doppia dipendenza: funzionalmente, come poliziotti, dall'ufficio del Commissariato, e come pompieri dall'Ufficio d'Arte con il compito di spegnere incendi. Tale provvedimento venne adottato a fronte di una carenza di pompieri nella città, in cambio di un alloggio e di una particolare indennità. Tuttavia, dopo appena un biennio ci si accorse che l'unificazione dei due servizi non era funzionale.

### Da Guardie Municipali a Vigili Urbani
Il 10 agosto 1907 venne approvato dal consiglio comunale il nuovo regolamento dei vigili urbani che, oltre a cambiare la denominazione delle Guardie Municipali a Vigili Urbani, affidò al Comandante del corpo anche il comando del drappello dei pompieri. Il nuovo servizio, affidatario dei compiti di polizia urbana, sarebbe stato svolto senza soluzioni di continuità, prevedendo una ferma massima di 55 anni, creando un attuale antecedente del servizio permanente effettivo..

### Il dopoguerra e il Comandante Bizzi
Nel 1946, a seguito di concorso pubblico per soli titoli, venne nominato Comandante del Corpo dei Vigili Urbani di Parma Emilio Bizzi. L'esperienza di Bizzi non fu facile: il neocomandante dovette affrontare da subito la situazione post-bellica, a fronte di un bilancio strumentale e organico assolutamente negativo.
Bizzi colse il rapido cambiamento dei tempi: di fronte all'incremento del traffico istituì il primo nucleo di infortunistica stradale; analogamente, vista la crescente presenza di turisti in città, formò un gruppo di vigili-interpreti che potesse affrontare le nuove necessità linguistiche ed interloquire con cittadini stranieri. Bizzi puntò inoltre sulla formazione degli agenti, prevedendo un corso di tre mesi per omologare le modalità operative e implementando corsi di difesa personale e di addestramento al salvataggio. Negli anni '60, il Comandante Bizzi istituì il nucleo radiomobile, trasferendo inoltre la sede del corpo da Piazza Garibaldi in Viale Basetti, nell'edificio dove ora ha sede il Teatro Due.
Bizzi andò in pensione nel 1972 e fu succeduto dal suo vicecomandante Pier Luigi Bellaveglia.

### Il Comandante Bellaveglia e l'ingresso nel nuovo millennio
Pier Luigi Bellaveglia entrò a far parte del Corpo dei Vigili Urbani di Parma nel 1965, in seguito alla vincita di concorso pubblico per titoli ed esami, con il grado di vicecomandante. Laureato in giurisprudenza e con un trascorso professionale nell'Arma dei Carabinieri, sarà dapprima il vicecomandante di Bizzi, succedendogli nel 1972, per poi restare alla guida del corpo sino al 1997.
Nel 1967, con Bellaveglia vicecomandante, in seguito a lunghe pratiche ministeriali, il corpo riuscì a dotarsi di radiotelefono per facilitare le comunicazioni nello svolgimento delle operazioni territoriali e di pronto intervento. Nel 1971, in occasione del 150º anniversario della fondazione del corpo, sarà proprio Bellaveglia a contribuire al primo studio sulla storia dei vigili di Parma.
In esito al dettato normativo della legge 8 aprile 1976, n. 278, il comando sperimentò il decentramento del servizio di vigilanza, dislocando piccoli nuclei di vigili in alcune circoscrizioni cittadini, impiegando anche vigili volontari. A seguito del successo della sperimentazione, nel 1979 il corpo dei Vigili Urbani venne diviso in sette nuclei, uno per ogni circoscrizione cittadina, coordinati da un unico ufficio centrale di comando.
Dal 1978 partirono i primi programmi di educazione stradale ad opera dei vigili di Parma, rivolto agli alunni delle scuole primarie e secondarie. Parma risultò essere una delle primissime città ad implementare questa innovazione tra i suoi compiti.
Nel 1976 venne assunto il primo vigile donna Clementina Gozzi, seguita poi, con il concorso del 1979, da altre tre colleghe. Nel 1980 prese servizio il primo vicecomandante donna del corpo, la dottoressa Paola Taverna, che svolse il suo ruolo sino al 1987.
Fin dall'inizio degli anni '80 Bellaveglia sollecitò per una prima informatizzazione delle pratiche del corpo, riuscendo ad attuare da subito la digitalizzazione dell'ufficio contravvenzioni, grazie anche all'abilità tecnica del vigile urbano Antonio Pontremoli.
Nel 1986 venne abbandonata la denominazione Vigili Urbani e venne adottata quella di Polizia Municipale, a seguito del novellato normativo della legge quadro sull'ordinamento della polizia municipale n. 65 del 7 marzo 1986 e della legge regionale n. 3 del 22 gennaio 1988, cambiando il nome dei vigili in agenti di polizia municipale.
Nel 1995 la Polizia Municipale di Parma del comandante Bellaveglia risultava sommariamente organizzata così:
- Centrale Operativa,
- Segreteria,
- Servizi Operativi e Pubbliche relazioni,
- Infortunistica,
- Contravvenzioni,
- Polizia Giudiziaria,
- Nucleo Educazione stradale.

Completavano l'organizzazione del comando i 7 nuclei di agenti dislocati nelle circoscrizioni territoriali, e quelli distaccati presso l'Ufficio Tributi e presso l'Ufficio Anagrafico comunale.

### Gli anni duemila e i giorni nostri
La nomenclatura Polizia Municipale è permasa fino al 2018, quando è stata nuovamente cambiata in Polizia Locale a seguito del novellato normativo della L.R. 13/2018. Dopo Bizzi e Bellaveglia non ci sono più stati al vertice del corpo comandanti longevi, dando luogo a rapide successioni di figure apicali.

## Competenze
Il Corpo di Polizia Locale di Parma assume le funzioni tipiche attribuite ai servizi di polizia municipale dalla normativa nazionale e regionale, rispettivamente rappresentate in via principale dalla L. 65/1986 e dalla L.R. 24/2003.
Nella fattispecie ai sensi dell'art. 5 della L. 65/1986 gli appartenenti al Corpo, nel loro ambito territoriale di competenza e nell'arco del loro servizio, ricoprono le funzioni di:
- ufficiali o agenti di polizia giudiziaria (in base al loro inquadramento funzionale);
- agenti di pubblica sicurezza (con funzioni ausiliarie);
- agenti di polizia stradale (funzione già richiamata dagli articoli 11 e 12 del Codice della Strada).

Oltre alle funzioni suindicate, vengono individuate ulteriori competenze al Corpo, tra le quali:
- controllo e vigilanza in materia di polizia stradale,
- controllo e vigilanza in materia di polizia amministrativa,
- controllo e vigilanza in materia di polizia giudiziaria,
- controllo e vigilanza in materia di polizia urbana, presidio del territorio,
- coordinamento e gestione videosorveglianza,
- notifiche di polizia giudiziaria,
- competenza all’emanazione dei provvedimenti sanzionatori e cautelari di cui al Regolamento per la Polizia Urbana nelle materie assegnate al Settore,
- presidio e sensibilizzazione della legalità,
- coordinamento e direzione dell'attività di protezione civile, delle verifiche ispettive post-sisma e delle emergenze per tutti gli interventi calamitosi,
- promozione e coordinamento nella redazione di progetti integrati per la sicurezza,
- recepimento delle direttive relative alla prevenzione dei rischi stabilite dai programmi e piano regionali e loro attuazione sul territorio comunale,
- predisposizione dei piani comunali e/o inter comunali di emergenza,
- attività di previsione, prevenzione, soccorso e superamento dell'emergenza,
- attività di monitoraggio continuo degli eventi con preannuncio, definizione dei probabili scenari di evento e relativi interventi preventivi di mitigazione.

## Struttura

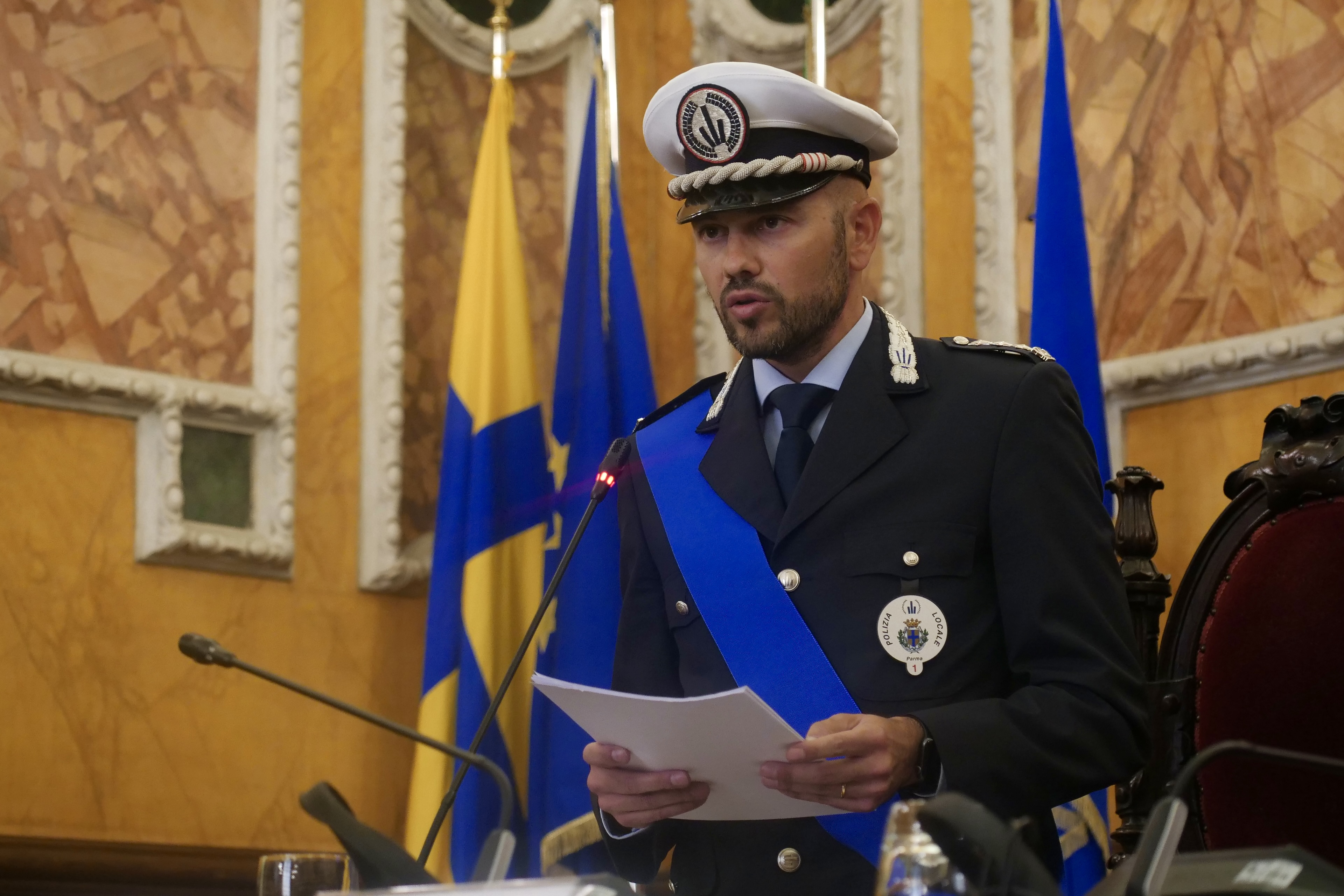
Enrico Usai, ex comandante della polizia locale durante la cerimonia del 203⁰ anniversario della fondazione del Corpo

### Struttura Operativa Logistica, Comando e Servizi
La Struttura Operativa Logistica, Comando e Servizi, al cui interno trova posto anche la Segreteria particolare del Comandante, si occupa della gestione amministrativa della contabilità, del personale e del protocollo, della gestione degli strumenti tecnici, della gestione del parco veicolare e degli apparati radio portatili e palmari, e della gestione armi in dotazione al personale.

### Struttura Operativa Prevenzione e Sanzioni
La Struttura Operativa Prevenzione e Sanzioni si occupa della gestione dei procedimenti sanzionatori per le violazioni al Codice della Strada ed ai Regolamenti Comunali, di istruttorie ricorsi, accesso agli atti o richieste di chiarimenti, decurtazione punti, dei veicoli rimossi e dell’ufficio oggetti rinvenuti.

### Struttura Operativa Protezione Civile
La Struttura Operativa Protezione Civile si occupa dell'adempimento di tutti i compiti previsti dalla legislazione statale, regionale e comunale in materia di protezione civile, predisposizione dei piani comunali e/o intercomunali di emergenza, previsione, prevenzione, soccorso e superamento dell'emergenza.

### Struttura Operativa Servizi Centralizzati
La Struttura Operativa Servizi Centralizzati si occupa dell'attività di trasmissione di notizie urgenti e gestione richieste urgenti pervenute da altre forze di polizia o Enti Pubblici, formazione e addestramento, progetti ed educazione stradale, gestione del Front Office del Comando e del sistema di videosorveglianza.

### Struttura Operativa Proiezione Esterna
La Struttura Operativa Proiezione Esterna coordina e gestisce gli uffici Centrale Operativa, Servizi sul Territorio e Servizi Specialistici.

#### Ufficio Centrale Operativa
L'Ufficio Centrale Operativa si occupa della documentazione degli interventi, della tenuta dei registri dell'attività, della gestione e monitoraggio degli esposti e della relativa calendarizzazione delle attività di riferimento.

#### Ufficio Servizi sul Territorio
L'Ufficio Servizi sul Territorio espleta servizi e controlli in materia di Codice della Strada e leggi complementari, accertamenti pianificati con strumentazioni tecnologiche, interventi relativi alla gestione dei Trattamenti Sanitari Obbligatori, ed esercita il controllo del decoro della città.

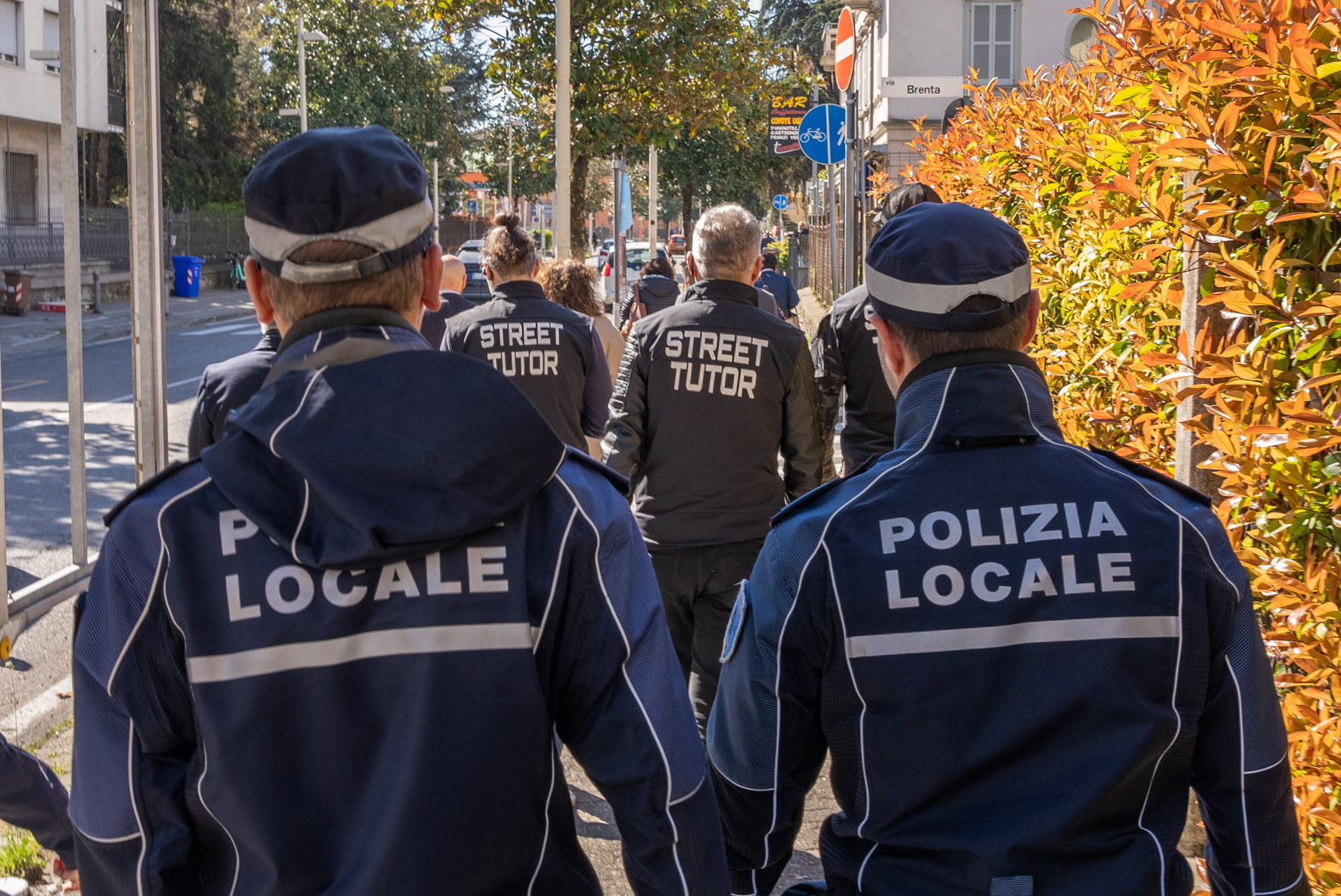
Agenti della Polizia Locale di Parma insieme agli Street Tutors del quartiere San Leonardo

Rientrano tra le competenze dell'Ufficio Servizi sul Territorio:
- i servizi di infortunistica stradale,
- il servizio scuole,
- l'attività di pronto intervento,
- la gestione dei presidi sul territorio – “Agente di Comunità”,
- il Nucleo Velomontato,
- il Nucleo Motomontato.

#### Ufficio Servizi Specialistici
L'Ufficio Servizi Specialistici si occupa di vigilanza edilizia e vigilanza ambientale, vigilanza commerciale e polizia amministrativa, tutela del consumatore, e tutela del benessere animale.

## Gerarchia e gradi
Il Corpo di Polizia Locale di Parma, come tutti i servizi e corpi di polizia locale dell'Emilia-Romagna, adotta i distintivi di grado e le modalità di progressione previste dalla normativa regionale per i Comuni di cui alla Delibera della Giunta Regionale del 6 ottobre 2021, n. 1557, nella fattispecie dagli allegati A e C.
| Grado                               | Distintivo tubolare | Soggolo berretto | Criteri e modalità per l'attribuzione e la progressione del grado |
| ----------------------------------- | ------------------- | ---------------- | --- |
| Comandante                          |                     |                  | |
| Comandante (capoluogo di provincia) |                     |                  | Assegnazione dirigenziale tramite selezione diretta o concorsuale. |
| Dirigenti                           |                     |                  | |
| Dirigente (capoluogo di provincia)  |                     |                  | Assegnazione dirigenziale tramite selezione diretta o concorsuale. |
| Commissari                          |                     |                  | |
| Commissario Maggiore                |                     |                  | 10 anni di esperienza nella figura professionale di addetto al coordinamento e controllo nella ex cat. D3 giuridica, 160 ore di aggiornamento di cui almeno 30 svolte negli ultimi 5 anni. |
| Commissario Superiore               |                     |                  | Grado assegnato a coloro i quali abbiano superato apposita selezione per l'ex cat. D3 giuridica acquisita da non oltre 10 anni. |
| Commissario Capo                    |                     |                  | 20 anni di esperienza nella figura professionale di addetto al coordinamento e controllo, 320 ore di aggiornamento di cui almeno 30 svolte negli ultimi 5 anni. |
| Commissario                         |                     |                  | 15 anni di esperienza nella figura professionale di addetto al coordinamento e controllo, 240 ore di aggiornamento di cui almeno 30 svolte negli ultimi 5 anni. |
| Ispettori                           |                     |                  | |
| Ispettore Superiore                 |                     |                  | 10 anni di esperienza nella figura professionale di addetto al coordinamento e controllo, 160 ore di aggiornamento di cui almeno 30 svolte negli ultimi 5 anni. |
| Ispettore Capo                      |                     |                  | 5 anni di esperienza nella figura professionale di addetto al coordinamento e controllo, 80 ore di aggiornamento. |
| Ispettore                           |                     |                  | Grado d'ingresso nella categoria dei funzionari e delle elevate qualificazioni (ex cat. D). |
| Sovrintendenti                      |                     |                  | |
| Sovrintendente Maggiore             |                     |                  | Grado ad esaurimento assegnato indipendentemente dagli anni di esperienza in polizia locale a personale ex 6a qualifica in servizio nel 1999 che non ha ricevuto l'inquadramento di cui all'art. 29 lettera b) e c) del CCNL, mantenendo tuttavia la qualità di Ufficiale di Polizia Giudiziaria. |
| Sovrintendente                      |                     |                  | 25 anni di esperienza in polizia locale, 150 ore di aggiornamento di cui almeno 20 svolte negli ultimi 5 anni. |
| Assistenti e Agenti                 |                     |                  | |
| Assistente Capo                     |                     |                  | 20 anni di esperienza in polizia locale, 120 ore di aggiornamento di cui almeno 20 svolte negli ultimi 5 anni. |
| Assistente Scelto                   |                     |                  | 15 anni di esperienza in polizia locale, 90 ore di aggiornamento di cui almeno 20 svolte negli ultimi 5 anni. |
| Assistente                          |                     |                  | 10 anni di esperienza in polizia locale, 60 ore di aggiornamento di cui almeno 20 svolte negli ultimi 5 anni. |
| Agente Scelto                       |                     |                  | 5 anni di esperienza in polizia locale, 30 ore di aggiornamento. |
| Agente                              |                     |                  | Grado d'ingresso nella categoria degli istruttori (ex cat. C). |

## Dotazione tecnica e organica

### Veicoli
Il Corpo dispone di molteplici veicoli e motoveicoli per lo svolgimento dei suoi servizi, sia contraddistinti dai segni palesi d'istituto, che senza per i servizi in abiti civili. Sono in dotazione al Corpo anche veicoli dotati della cosiddetta "cella di sicurezza": una suddivisione in plastica del vano passeggeri posteriore da quello anteriore, destinato al trasporto sicuro delle persone, in uso alle forze dell'ordine.

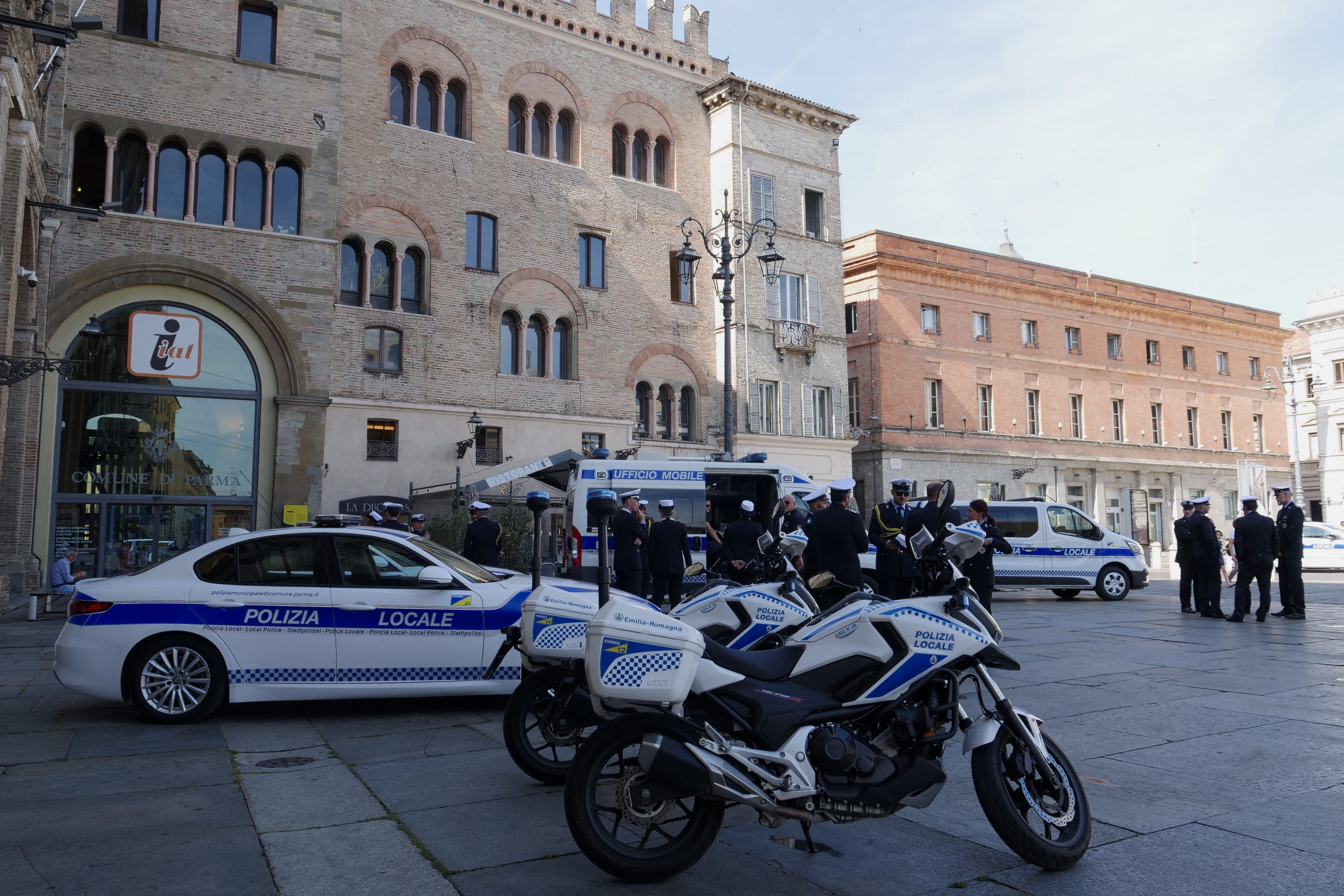
Alcuni veicoli di servizio della Polizia Locale di Parma durante le celebrazioni del 203º anniversario della fondazione

Tra i vari veicoli, il Corpo ha in dotazione:
- Alfa Romeo Giulia,
- Subaru XV,
- Jeep Renegade,
- Citroën C3,
- Toyota Aygo,
- Renault Zoe,
- Fiat Tipo.

### Strumentazione
Gli agenti del Corpo, per cui è stata richiesta e ottenuta l'attribuzione della qualità di agente di pubblica sicurezza, sono dotati per il servizio, tra le altre cose, di:
- pistola semiautomatica,
- bastone estensibile,
- spray all'oleoresium capsicum,
- BolaWrap (cosiddetto "sparalaccio"),
- bodycam,
- manette,
- radio ricetrasmittende.

### Personale
Il Corpo è formato da agenti e ufficiali che, come previsto dalla normativa nazionale e regionale in materia, operano alle dipendenze della città di Parma nelle loro attribuzioni e servizi. La Polizia Locale di Parma è composta da circa 200 unità di personale. La figura apicale del Corpo è il Comandante, nominato con decreto del sindaco.

#### Comandanti della Polizia Locale
Dal 1º giugno 2025 il Comandante del Corpo di Polizia Locale di Parma ad interim è Donatella Signifredi, già precedentemente titolare del ruolo in maniera ricorrente, a seguito delle dimissioni di Roberto Riva Cambrino.
Segue la lista dei Comandanti che si sono succeduti alla guida della Polizia Locale di Parma.
| Comandante | Comandante                      | Mandato          | Mandato           |
| ---------- | ------------------------------- | ---------------- | ----------------- |
|            | Donatella Signifredi ad interim | 1º giugno 2025   | in corso          |
|            | Roberto Riva Cambrino           | 6 gennaio 2025   | 31 maggio 2025    |
|            | Enrico Usai                     | 20 gennaio 2023  | 5 gennaio 2025    |
|            | Michele Gadaleta ad interim     | 1º gennaio 2023  | 19 gennaio 2023   |
|            | Michele Cassano                 | 1º ottobre 2021  | 31 dicembre 2022  |
|            | Roberto Riva Cambrino           | 24 aprile 2019   | 30 settembre 2021 |
|            | Donatella Signifredi ad interim | 1º novembre 2017 | 15 aprile 2019    |
|            | Gaetano Noè                     | 02 aprile 2014   | 31 ottobre 2017   |
|            | Donatella Signifredi ad interim | 1º gennaio 2014  | 1º aprile 2014    |
|            | Patrizia Verrusio               | 1º aprile 2013   | 31 dicembre 2013  |
|            | Alessandro Cimino               | 2012             | 2012              |
|            | Giovanni Maria Jacobazzi        | 2008             | 2011              |
|            | Emma Monguidi                   | 2006             | 2008              |
|            | Ugo Terraciano                  | 2004             | 2005              |
|            | Gianni Ferri                    | 2000             | 2003              |
|            | Giacomo Fiume                   | 1999             | 2000              |
|            | Giuseppe Barbera                | 1999             | 1999              |
|            | Gianfranco Bertolotti           | 1997             | 1999              |
|            | Pierluigi Bellaveglia           | 1972             | 1997              |
|            | Emilio Bizzi                    | 1946             | 1972              |

## Controversie

### Caso Bonsu
Il 29 settembre 2008, a seguito di un'operazione finalizzata al contrasto allo spaccio di sostanze stupefacenti, alcuni agenti e ufficiali dell'allora Polizia Municipale di Parma furono accusati e successivamente condannati per i fatti concernenti Emmanuel Bonsu, un giovane ghanese, inizialmente scambiato per complice di uno spacciatore.
Dalla vicenda ne nacque un fortissimo interesse mediatico, sia a livello locale che nazionale, portando anche la trasmissione Un giorno in pretura a trattare il successivo iter processuale. La trasmissione realizzò due prime puntate in merito al caso, per le quali diventò virale in rete Andrea Alongi, uno dei testimoni chiamati a deporre al processo di primo grado, per aver detto la celebre frase "Cinque euro, due canne, dai".
Il 12 ottobre 2024 esce una terza puntata del programma Un giorno in pretura riguardante il caso di Emmanuel Bonsu.

### Indagine "Green money 2"
Il 24 giugno 2011 la Guardia di Finanza arresta l'allora Comandante della Polizia Municipale di Parma Giovanni Maria Jacobazzi per corruzione, peculato e tentata concussione, nell'ambito dell'indagine denominata "Green money 2" del pubblico ministero della Procura di Parma Paola Dal Monte. Jacobazzi si professa da subito innocente, si dimette dall'incarico e successivamente viene scarcerato. A novembre del 2011 a Jacobazzi viene revocata la misura cautelare degli arresti domiciliari, non sussistendone più per il giudice per le indagini preliminari le condizioni.
Nel 2014 vengono chiuse le indagini preliminari.
In concomitanza con la vicenda, viene discussa in Commissione Giustizia del Senato la questione di un presunto conflitto d'interesse della P.M. Dal Monte, il cui marito sarebbe stato in lizza per il posto di Comandante della Polizia Municipale di Parma. Successivamente, la Dal Monte si asterrà dal condurre il procedimento penale nei confronti di Jacobazzi, e le subentreranno i pubblico ministero Lucia Russo e Giuseppe Amara.
Nel 2016 Jacobazzi viene rinviato a giudizio per corruzione, tentata concussione, peculato d'uso, truffa ai danni dello Stato e abuso d'ufficio. Nel 2017 Jacobazzi viene condannato in primo grado dal tribunale di Parma a tre anni e sei mesi di reclusione e un anno di interdizione dai pubblici uffici per corruzione, truffa e tentato abuso d'ufficio. Jacobazzi ha proposto appello alla Corte d'appello di Bologna, continuando a sostenere la propria innocenza.

### Presunto abuso dell'auto civetta
Nel luglio del 2013 il Partito Comunista dei Lavoratori denuncia con proprio comunicato stampa che l'allora Comandante della Polizia Municipale di Parma Patrizia Verrusio si facesse venire a prendere alla stazione ferroviaria "ogni mattina" da un'auto civetta della polizia municipale. In seguito ad un esposto presentato dal Movimento Nuovi Consumatori, la Procura di Parma apre un fascicolo per l'ipotesi di reato di peculato.
Il 9 luglio 2013 il Comune di Parma, con proprio comunicato stampa, chiarì che la Verrusio rivestisse "la qualifica di pubblico ufficiale e ufficiale di polizia giudiziaria", che tali qualifiche comportassero "al di là della presenza in servizio sul luogo di lavoro, l’obbligo di intervento su qualsiasi situazione critica riscontrabile nell’ambito del territorio del Comune", e che pertanto si potesse ritenere che "il comandante della Polizia Municipale sia sempre in servizio, ogniqualvolta si trovi sul territorio comunale, con compiti ispettivi e di controllo, anche genericamente intesi, comunque finalizzati al presidio diretto nei luoghi di competenza".
A ottobre del 2013 la Verrusio si dimette per motivi personali.

## Nella cultura di massa

### Cinema
- Baciato dalla fortuna, film del 2011 diretto da Paolo Costella[72].